# Robin Milford
Robin Milford (Oxford, 22 de enero de 1903 - Lyme Regis, 29 de diciembre de 1959) fue un compositor británico. 

## Biografía
Robin Humphrey Milford nació en 1903 en Oxford, hijo de Sir Humphrey Milford, fundador del departamento de música de la Oxford University Press. Entre 1921 y 1926 estudió en el Royal College of Music de Londres con Gustav Holst y Ralph Vaughan Williams. Paralelamente estudió órgano con Henry Ley y armonía y contrapunto con el prestigioso R.O. Morris.
En 1927 contrajo matrimonio con la cantante Kirstie Newsom, y durante los años siguientes, simultaneó su actividad como compositor con diversos trabajos, lo cual no le impidió desarrollar su creatividad en ningún momento. Hasta 1930 trabajó corrigiendo y editando rollos de pianola para la Aeolian Company, y luego como maestro de escuela y educador. En 1928 conoció a Gerald Finzi, con quien encontró mucho en común, musical y espiritualmente, y a quien le unió una profunda amistad hasta la muerte de este último, en 1956. Musicalmente, la influencia de Finzi está claramente patente en su música.
Algunas de sus composiciones juveniles obtuvieron gran reconocimiento; su Doble Fuga, Op.10, fue premiada con un Carnegie Prize e interpretada nada menos que por Ralph Vaughan Williams y la Orquesta Sinfónica de Londres en 1928 (concierto este en el que tuvo oportunidad de conocer a Finzi, cuyo concierto para violín formaba parte del mismo programa). A pesar de este reconocimiento, su consagración como músico no llegaría sino hasta 1931, con el estreno en Gloucester de su oratorio Un Profeta en la Tierra, Op.21 como parte del popular Festival de los Tres Coros. Sin embargo, su estreno fue en parte eclipsado por el éxito de El Festín de Baltasar, de William Walton, estrenado justamente ese mismo año. 
A pesar de algunas dificultades económicas, Milford continuó componiendo y trabajando continuamente, como organista, director y maestro en escuelas. Las obras de este primer período reflejan la influencia de sus maestros de composición así como su interés por el neoclasicismo, la música isabelina y la canción folclórica. Entre sus composiciones de este periodo figuran una obertura, un nuevo oratorio (El Progreso del Peregrino, de 1932), un Concerto grosso (1936), varias obras corales y de cámara, un concierto para violín (1937) y una sinfonía (1933), retirada de catálogo en 1956 y posiblemente nunca interpretada íntegramente.
A comienzos de la Segunda Guerra Mundial, Milford se alistó en el ejército. Una semana más tarde, sufrió un colapso y, tras recibir tratamiento, se trasladó junto con su familia a Guernsey. Esta desafortunada experiencia, sumada a la muerte de su madre en 1940, lo hizo entrar en una severa depresión, de la que nunca lograría reponerse, al menos, enteramente.
Poco más tarde regresó a Inglaterra, previendo poder dedicarse a la composición y a la enseñanza y dejar atrás aquellas experiencias traumáticas. Sin embargo, la muerte de su hijo Barnaby, de tan solo cinco años, en un accidente de tránsito, agravó su delicado estado psicológico, llevándolo a un primer intento de suicidio. Finalmente, en 1946, en parte recuperado de tales tragedias, retomó la enseñanza y la composición, trabajando también como crítico musical para la BBC y como organista y director de coros. 
Tras la muerte de su padre en 1952, y debido a su depresión persistente, comenzó a recibir ocasionalmente terapia de electroshock. Sus obras de este periodo demuestran un lenguaje mucho más duro, más intimista y armónicamente más incómodo y apagado que el de sus obras juveniles.
A pesar de todo, Milford continuó componiendo y disfrutando ocasionalmente el éxito de sus obras. Tanto Gerald Finzi como Ralph Vaughan Williams no cesaron de brindarle apoyo, moral y artístico. Las muertes de ambos, en 1956 y 1958 respectivamente, lo afectaron considerablemente, llevándolo a ahondar cada vez más su permanente depresión. Estos sucesos, sumados a su enfermedad final y su fracaso como músico (una carta de la OUP le incitaba a retirar sus obras de catálogo), distorsionaron nuevamente su visión y balance de su propia vida. Robin Milford se suicidó el 29 de diciembre de 1959 con una sobredosis de aspirinas. 
En 1965, su viuda donó sus manuscritos no publicados a la Bodleian Library de la Universidad de Oxford. Otros tantos permanecen en manos de la familia Milford, así como en el BMIC de Londres. Sólo unas pocas obras están disponibles actualmente en el catálogo de la OUP. A partir de 1986 la Milford Trust se ha encargado de promocionar su obra a través de conciertos, publicaciones y grabaciones.

## Composiciones notables
- The Shoemaker Op. 3, ópera para niños (1923)
- Suite in Re Menor, para oboe y cuerdas, Op.8 (1924)
- Doble Fuga Op. 10, para orquesta (1926)
- The Darkling Thrush Op. 17, para violin y orquesta (1929)
- Go Little Book Op. 18, suite para flauta, soprano [opcional] y cuerdas (1928)
- Tres Piezas de Navidad, Op. 19, para flauta, oboe, corno, órgano y cuerdas (1930)
- Dos interludios orquestales Op. 19e, para orquesta (arreglo de los Dos duetos fáciles para dos pianos, anteriores a 1930)
- Concertino para clave y cuerdas Op. 20 (1929)
- Un Profeta en la Tierra Op. 21, oratorio dramático (1929)
- Rain, Wind and Sunshine, cantata para niños (1930)
- Sir Walter’s Overture, Op. 27 (anterior a 1933)
- Midwinter: Una Cantata de Navidad, para soprano, barítono, narrador, coro y orquesta (1931, extraída de Un Profeta en la Tierra)
- The Pilgrim’s Progress Op. 29, oratorio para solistas, coro y orquesta (1932)
- Four Heavenly Songs Op. 30, para tenor, coro y orquesta (1932)
- Quinteto Fantasía Op. 33, para clarinete y cuarteto de cuerdas (1933)
- Primera Sinfonía Op. 34 (1933)
- Concierto Miniatura en Sol Op. 35, para cuarteto de cuerdas u orquesta de cuerdas (1933)
- Cuatro Canciones Op. 36 (1933)
- Prelude, Air and Finale Op. 41 (‘on a well-known mordent’), para piano (1935)
- Drake’s Chair, Op. 39, para barítono, coro y orquesta (1936)
- Concerto Grosso Op. 46 (1936)
- Concierto para violín Op. 47 (1937)
- Four Hardy Songs Op. 48 (1938)
- The Forsaken Merman, para tenor, coro femenino, piano y cuerdas (1938-1950)
- Elegía para James Scott, Duque de Monmouth y Buccleugh Op. 50, para orquesta de cuerdas (1939)
- Tríptico Op. 52, para dos narradores, orquesta y pequeño coro (1939–49)
- Ariel Op. 54, preludio para pequeña orquesta (1940)
- Idyll: Under the Greenwood Tree Op. 57, para violin y piano (1941)
- Una Misa para voces infantiles Op. 62 (1941-42)
- Joy and Memory, ciclo para voces infantiles y piano (1943)
- Funeral Music to the memory of an old pupil Op. 68, para cuerdas, órgano y timbales (1944)
- Sonata para flauta y piano Op. 69a (1944)
- Interludio para flauta y cuerdas (arreglo del movimiento lento de la Sonata de 1944)
- Dos piezas, Op. 81, para cello y orquesta (1945-6)
- Threne, Op. 81, para cello y piano (1946)
- The Summer Stars, mascarada (1946-7)
- Meditación Elegíaca Op. 83, para viola y orquesta de cuerdas (1946-47)
- Misa para la Mañana de Navidad Op. 84, para cinco voces (1945-47)
- Fishing by Moonlight Op. 96, para piano [o clave] y orquesta de cuerdas (1952, arreglo de la Night Piece para dos claves de 1949)
- Suite Festiva Op. 97, para orquesta de cuerdas (1950)
- Swan Songs (1948-51)
- Obertura para una celebración Op. 103 (1952-54)
- Concertino para piano y cuerdas Op. 106 (1955)
- Shakespeare Studies Op.108, cuatro piezas para orquesta (1956)
- Sonatina, para flauta de pico y piano (1956)
- Three Airs Op. 109, para flauta de pico y piano (1956)
- Pastoral navideña Op. 111, para flauta de pico y piano (1957)
- The Hour Strikes, música incidental para la obra de Jean Rowntree (1957-58)
- La Letra Escarlata Op. 112, ópera basada en la novela de Nathaniel Hawthorne (1958-59)

## Discografía
| Obra                                                                              | Intérpretes                                                    | Sello            |
| --------------------------------------------------------------------------------- | -------------------------------------------------------------- | ---------------- |
| Fishing by Moonlight                                                              | Julian Milford / Guildhall Strings                             | Hyperion         |
| Miniature Concerto in G                                                           | Guildhall Strings                                              | Hyperion         |
| Two Orchestral Interludes                                                         | Julian Sperry / Julian Milford / Guildhall Strings             | Hyperion         |
| Go, little book - Suite                                                           | Carys Lane / Julian Sperry / Guildhall Strings                 | Hyperion         |
| Elegy for James Scott                                                             | Guildhall Strings                                              | Hyperion         |
| Interlude for flute and strings                                                   | Julian Sperry / Guildhall Strings                              | Hyperion         |
| Festival Suite                                                                    | Guildhall Strings                                              | Hyperion         |
| Mass for Five Voices                                                              | The Choir of Somerville College, Oxford                        | Stone Records    |
| Two Airs for Recorder and Strings                                                 | John Turner / Royal Ballet Sinfonia / Gavin Sutherland         | ASV Living Era   |
| Concertino in E major for piano and strings                                       | Martin Roscoe / Guildhall Strings                              | Hyperion         |
| If it's ever spring again (from Four Hardy Songs)                                 | Ian Partridge / Clifford Benson                                | Hyperion         |
| The Colour (from Four Hardy Songs)                                                | Ian Partridge / Clifford Benson                                | Hyperion         |
| So sweet love seemed                                                              | Ian Partridge / Clifford Benson                                | Hyperion         |
| Pastoral Dance on "On Christmas Night"                                            | Paul Skevington                                                | Gothic Records   |
| Variations on the Coventry Carol                                                  | Robert Grogan                                                  | Gothic Records   |
| My Lady's Pleasure                                                                | Raphael Terroni                                                | Toccata Classics |
| The Colour & Tolerance (from Four Hardy Songs)                                    | Phillida Bannister / Raphael Terroni                           | Toccata Classics |
| Cradle Song                                                                       | Phillida Bannister / Raphael Terroni                           | Toccata Classics |
| Daybreak                                                                          | Phillida Bannister / Raphael Terroni                           | Toccata Classics |
| Reputation Square                                                                 | Raphael Terroni                                                | Toccata Classics |
| So sweet love seemed, Elegy & Love on mi heart (from "Four Songs")                | Phillida Bannister / Raphael Terroni                           | Toccata Classics |
| Summer: Pleasure It Is & Winter: This Endris night (from "Four Seasonable Songs") | Phillida Bannister / Raphael Terroni                           | Toccata Classics |
| Prelude, Air and Finale, Op. 41 (‘on a well-known mordent’)                       | Raphael Terroni                                                | Toccata Classics |
| Swan Songs                                                                        | Phillida Bannister / Raphael Terroni                           | Toccata Classics |
| Jennifer's Jingle                                                                 | Raphael Terroni                                                | Toccata Classics |
| An Epitaph (from "Days and Moments")                                              | Raphael Terroni                                                | Toccata Classics |
| Fishing by Moonlight                                                              | Clifford Benson / Southern Pro Arte / Chistopher Finzi         | Hyperion LP      |
| Suite in D Minor, Op.8                                                            | Evelyn Barbirolli / Southern Pro Arte/Chistopher Finzi         | Hyperion LP      |
| Elegiac Meditation                                                                | Christopher Wellington / Southern Pro Arte / Christopher Finzi | Hyperion LP      |
| Love on mi heart                                                                  | Marion Milford / Clifford Benson                               | Hyperion LP      |
| Wither, O Wither art thou fled, my Lord (from "A Prophet in the Land")            | Marion Milford / Clifford Benson                               | Hyperion LP      |
| Tolerance                                                                         | Marion Milford / Clifford Benson                               | Hyperion LP      |
| Elegy for James Scott                                                             | Southern Pro Arte / Christopher Finzi                          | Hyperion LP      |